# دوري سان مارينو 2015–16
دوري سان مارينو 2015–16 (بالإيطالية: Campionato Dilettanti 2015-2016)‏ هو الموسم 31 من دوري سان مارينو. أشرف على تنظيمه اتحاد سان مارينو لكرة القدم، وكان عدد الأندية المشاركة فيه 15، وفاز فيه تري بيني.